# Дечја песма Евровизије 2015.
Дечја песма Евровизије 2015. је било 13. по реду такмичење намењено деци. Одржало се у Софији, главном граду Бугарске, у арени Армеец. 17 земаља је учествовало на овом такмичењу.

## Место одржавања
ЕБУ је дао право италијанском јавном сервису РАИ да организује такмичење 2015. године, због победе Италије 2014. Међутим, 15. јануара 2015. РАИ је одбио да организује такмичење.
ЕБУ је саопштио истог дана да су за организацију били заинтересовани бугарски БНТ и малтешки ПБС, који су заузели друго, односно, четврто место на Дечјој песми Евровизије 2014. године. Малтешки јавни сервис је изјавио како би поново организовали такмичење, у случају да су победили 2014. године.
26. јануара 2015. је објављено да ће се такмичење одржати у Бугарској. Марта 2015. је објављено да ће се такмичење одржати у Софији у арени Армеец.

## Учесници
17 земаља је потврдило учешће. По први пут су наступили Аустралија и Ирска, Албанија и Македонија су се вратили на такмичење после кратке паузе, а ово такмичење су прескочили Кипар, Хрватска, и Шведска. Ово је било први пут после 2007. да на такмичењу учествује 17 земаља.

## Формат

### Графички изглед
23. јуна 2015. ЕБУ је у сарадњи са БНТ-ом, представио званични лого за такмичење 2015. године, током митинга у Софији. Вијара Анкова, генерални директор емитера домаћина, је објаснила да је концепт инспирисан одуваном главицом маслачка. То је нешто 'што је свако урадио као дете.

### Водитељ
БНТ је 21. октобра 2015. објавио да ће водитељ такмичења бити певачица Поли Генова, која је представљала Бугарску на Песми Евровизије 2011., а касније и 2016. године.

### Редослед наступа
Систем одређивања редоследа наступа биће исти као и за 2014. годину. На састанку делегација земаља учесника, редослед представника Бугарске, први и последњи такмичар ће бити одређен случајним жребом, док ће за осталих четрнаесторо учесника жреб сместити у прву или другу половину, како би продуценти касније одредили која земља под којим редним бројем наступа. Коначан редослед наступа је објављен 15. новембра.

### Гласање
Гласање ће бити слично као и претходних година, 50-50, с тим што ће чланови жирија и публика оцењивати поенима 1-8, 10 и 12. Презентери гласова ће, као и 2014. године, прочитати само коме иде 8, 10 и 12 поена, док ће се поени 1-7 појавити аутоматски.

## Финале
| Број | Држава             | Представник                            | Песма                                         | Пласман | Поени |
| ---- | ------------------ | -------------------------------------- | --------------------------------------------- | ------- | ----- |
| 01   | Србија RTS         | Лена Стаменковић                       | "Ленина песма"                                | 7       | 79    |
| 02   | Грузија GPB        | Вирус                                  | "Gabede" (Изазов)                             | 10      | 51    |
| 03   | Словенија RTVSLO   | Лина Кудузовић                         | "Prva ljubezen" (Прва љубав)                  | 3       | 112   |
| 04   | Италија RAI        | Кјaрa и Мaртинa Скaрпaри               | "Viva" (Живите)                               | 16      | 34    |
| 05   | Холандија AVROTROS | Шалиса                                 | "Million Lights" (Милион светала)             | 15      | 35    |
| 06   | Аустралија SBS     | Бела Пејџ                              | "My Girls" (Моје девојке)                     | 8       | 64    |
| 07   | Ирска TG4          | Ејми Бенкс                             | "Réalta na Mara" (Звезда мора)                | 12      | 36    |
| 08   | Русија RTR         | Mихaил Смирнoв                         | "Mechta" (Сан)                                | 6       | 80    |
| 09   | Македонија MRT     | Ивaнa Петкoвскa и Мaгдaленa Алексoвскa | "Плетенка – Braid of Love" (Плетеница љубави) | 17      | 26    |
| 10   | Белорусија BTRC    | Руслан Асланов                         | "Volshebstvo" (Чаролијa)                      | 4       | 105   |
| 11   | Јерменија ARMTV    | Мика                                   | "Love" (Љубaв)                                | 2       | 176   |
| 12   | Украјина NTU       | Ана Тринчер                            | "Pochny z sebe" (Почни са самим собом)        | 11      | 38    |
| 13   | Бугарска BNT       | Габријела Јорданова и Иван Стојанов    | "Colour of Hope" (Боја наде)                  | 9       | 62    |
| 14   | Сан Марино SMRTV   | Камила Исмаилова                       | Mirror (Огледало)                             | 14      | 36    |
| 15   | Малта PBS          | Дестини Чукуњере                       | Not My Soul (Не моју душу)                    | 1       | 185   |
| 16   | Албанија RTSH      | Мишела Рапо                            | "Dambaje"                                     | 5       | 93    |
| 17   | Црна Гора RTCG     | Јана Мирковић                          | "Олуја"                                       | 13      | 36    |

## Гласање
| Посебни гласови жирија и публике | Посебни гласови жирија и публике | Посебни гласови жирија и публике | Посебни гласови жирија и публике | Посебни гласови жирија и публике |
| Место                            | Публика                          | Бод.                             | Жири                             | Бод.                             |
| -------------------------------- | -------------------------------- | -------------------------------- | -------------------------------- | -------------------------------- |
| 1.                               | Малта                            | 143                              | Малта                            | 157                              |
| 2.                               | Јерменија                        | 134                              | Јерменија                        | 149                              |
| 3.                               | Словенија                        | 98                               | Белорусија                       | 101                              |
| 4.                               | Албанија                         | 86                               | Словенија                        | 77                               |
| 5.                               | Бугарска                         | 77                               | Србија                           | 73                               |
| 6.                               | Русија                           | 65                               | Албанија                         | 69                               |
| 7.                               | Белорусија                       | 61                               | Аустралија                       | 67                               |
| 8.                               | Србија                           | 53                               | Русија                           | 57                               |
| 9.                               | Сан Марино                       | 51                               | Холандија                        | 53                               |
| 10.                              | Ирска                            | 43                               | Италија                          | 43                               |
| 11.                              | Грузија                          | 41                               | Грузија                          | 40                               |
| 12.                              | Украјина                         | 35                               | Црна Гора                        | 21                               |
| 13.                              | Аустралија                       | 32                               | Украјина                         | 19                               |
| 14.                              | Црна Гора                        | 23                               | Ирска                            | 19                               |
| 15.                              | Македонија                       | 22                               | Сан Марино                       | 15                               |
| 16.                              | Италија                          | 13                               | Бугарска                         | 14                               |
| 17.                              | Холандија                        | 9                                | Македонија                       | 12                               |

|          |            | Резултати |        |         |           |         |           |            |                 |        |                    |            |           |          |          |            |       |          |           |    |    |
| Поени    | Европа     | ДЖ        | Србија | Грузија | Словенија | Италија | Холандија | Аустралија | Република Ирска | Русија | Северна Македонија | Белорусија | Јерменија | Украјина | Бугарска | Сан Марино | Малта | Албанија | Црна Гора |    |    |
| Учесници | Србија     | 79        | 12     | 4       |           |         | 7         |            | 4               | 2      | 3                  | 5          | 12        | 4        | 4        |            | 5     | 5        |           |    | 12 |
| Учесници | Грузија    | 51        | 12     |         | 3         |         |           |            |                 |        | 4                  | 1          |           | 5        | 8        | 5          |       |          | 1         | 8  | 4  |
| Учесници | Словенија  | 112       | 12     | 6       | 6         | 5       |           | 7          | 8               | 6      | 6                  | 8          | 1         | 8        | 10       | 10         | 8     | 6        | 3         |    | 2  |
| Учесници | Италија    | 34        | 12     |         | 2         |         |           |            |                 |        |                    |            |           |          | 3        |            |       |          | 12        | 4  | 1  |
| Учесници | Холандија  | 35        | 12     | 1       |           | 6       | 5         | 1          |                 | 4      |                    |            |           |          |          |            | 4     | 2        |           |    |    |
| Учесници | Аустралија | 64        | 12     | 7       |           | 7       |           | 3          | 3               |        | 2                  | 3          | 2         | 1        | 1        | 2          |       | 3        | 10        | 5  | 3  |
| Учесници | Ирска      | 36        | 12     |         |           | 2       | 4         |            | 2               | 5      |                    | 2          |           |          |          |            | 2     | 1        | 6         |    |    |
| Учесници | Русија     | 80        | 12     | 5       | 7         |         | 6         | 4          | 6               | 1      |                    |            | 3         | 7        | 7        | 4          | 7     | 8        |           | 3  |    |
| Учесници | Македонија | 26        | 12     |         | 1         |         |           |            |                 |        |                    |            |           |          |          |            | 1     |          |           | 7  | 5  |
| Учесници | Белорусија | 105       | 12     | 8       | 5         | 8       | 3         | 2          | 7               | 7      | 7                  | 10         | 4         |          | 5        | 7          | 3     | 7        | 4         | 6  |    |
| Учесници | Јерменија  | 176       | 12     | 10      | 10        | 12      | 10        | 6          | 12              | 10     | 8                  | 12         | 10        | 12       |          | 8          | 10    | 10       | 7         | 10 | 7  |
| Учесници | Украјина   | 38        | 12     | 2       |           | 3       |           | 5          |                 | 3      | 1                  | 4          |           | 6        |          |            |       |          |           | 2  |    |
| Учесници | Бугарска   | 62        | 12     |         |           | 1       | 1         | 8          | 5               |        | 12                 |            | 6         |          |          | 3          |       |          | 8         |    | 6  |
| Учесници | Сан Марино | 36        | 12     |         |           |         |           |            |                 |        |                    | 7          |           | 3        | 2        | 12         |       |          |           |    |    |
| Учесници | Малта      | 185       | 12     | 12      | 12        | 10      | 12        | 10         | 10              | 12     | 10                 | 6          | 5         | 10       | 12       | 6          | 12    | 12       |           | 12 | 10 |
| Учесници | Албанија   | 93        | 12     | 3       | 4         | 4       | 8         | 12         | 1               | 8      | 5                  |            | 7         | 2        | 6        | 1          | 6     | 4        | 2         |    | 8  |
| Учесници | Црна Гора  | 36        | 12     |         | 8         |         | 2         |            |                 |        |                    |            | 8         |          |          |            |       |          | 5         | 1  |    |

## Остале земље
Земље које су одустале од учешћа:
- Аустрија - 21. марта 2015. ОРФ (ОRF) је објавио да Аустрија неће дебитовати на Дечјој песми Евровизије 2015. године.
- Белгија
- Грчка
- Данска
- Естонија - 30. јула 2015. године ЕРР (ERR) је објавио да Естонија неће дебитовати на Дечјој песми Евровизије 2015. године.
- Исланд - 1. јуна 2015. RÚV је објавио да Исланд неће дебитовати на Дечјој песми Евровизије 2015. године.
- Кипар
- Летонија
- Литванија
- Норвешка
- Пољска
- Португал
- Румунија
- Уједињено Краљевство
- Француска
- Хрватска - 23. јуна 2015. ХРТ је објавио да се Хрватска неће такмичити на Дечјој песми Евровизије 2015. године.
- Швајцарска
- Шведска
- Чешка - 19. марта 2015. ЧТ (ČT) је објавио да Чешка неће дебитовати на Дечјој песми Евровизије 2015. године.

## Коментатори и презентери гласова

### Коментатори
- Албанија - Андри Џаху (TVSH)
- Аустралија - Еш Лондон и Тоби Труслов (SBS One)
- Белорусија - Анатолиј Липецки (Belarus 1) и (Belarus 24)
- Бугарска - Елена Росберг и Георги Кушвалијев (BNT 1), (BNT HD) и (BNT World)
- Грузија - Тута Чкеиџе (GPB 1TV)
- Ирска - Стиофан О Феараил и Каитлин Ник Аоид (TG4)
- Италија - Симон Лијои (RAI Gulp)
- Јерменија - Авет Барсегјан (Armenia 1)
- Македонија - Тина Теутовић и Спасија Вељановска (MRT 1)
- Малта - Коразон Мизи (TVM)
- Русија - Олга Шелест (Carousel)
- Сан Марино - Лиа Фјорио и Гилберто Гатеи (SMRTV)
- Словенија - Андреј Хофер (TVSLO1)
- Србија - Силвана Грујић (RTS 2)
- Украјина - Тимур Мирошниченко (Pershyi Natsionalnyi)
- Холандија - Јан Смит (NPO 3)
- Црна Гора - Дражен Бауковић и Тамара Иванковић (TVCG 2)

### Презентери гласова
- Дечји жири - Крисија Тодорова (Представница Бугарске 2014)
- Србија - Дуња Јеличић (Представница Србије 2016)
- Грузија - Лизи Поп (Представница Грузије 2014)
- Словенија - Никола Петек
- Италија - Винченцо Кантијело (Победник Дечје песме Евровизије 2014.)
- Холандија - Јулија Ван Берген (Представница Холандије 2014)
- Аустралија - Ели Блаквел
- Ирска - Ана Бенкс
- Русија - Софија Долганова
- Македонија - Александрија Чалиовски
- Белорусија - Валерија Дробишевскаја
- Јерменија - Бети (Представница Јерменије 2014)
- Украјина - Софија Куценко (Представница Украјине 2014. као чланица групе Симфо-ник)
- Бугарска - Владимир Петков
- Сан Марино - Аријана Уливи (Представница Сан Марина 2014. као чланица групе The Peppermints)
- Малта - Федерика Фалцон (Представница Малте 2014)
- Албанија - Мајда Бејзаде
- Црна Гора - Лејла Вулић (Представница Црне Горе 2014. заједно са Машом Вујадиновић)